# Biatlon na Zimních olympijských hrách 2022 – závod s hromadným startem muži
Mužský biatlonový závod s hromadným startem na 15 km na Zimních olympijských hrách 2022 v čínském Pekingu se konal Čang-ťia-kchou běžeckém a biatlonovém centru 18. února 2022 jako závěrečný závod biatlonového programu olympijských her.
Zlatou medaili z předcházejících olympijských her získal Francouz Martin Fourcade, který v březnu 2020 ukončil kariéru. Úřadujícím mistrem světa z této disciplíny byl Sturla Holm Laegreid, který skončil šestý.
Vítězem se stal Nor Johannes Thingnes Bø, který získal svoji čtvrtou zlatou a celkově pátou medaili z pekingských her, která představovala jeho pátý kariérní nejcennější zlatý kov, čímž v biatlonových historických statistikách závodů olympijských her dostal před Fourcada na druhé místo. Stříbrnou medaili a svoji vůbec první získal Švéd Martin Ponsiluoma, bronzovou pozici obsadil další Nor Vetle Sjåstad Christiansen.

## Program
| Datum          | Zahájení (UTC+8) | Zahájení (SEČ) | Fáze závodu |
| -------------- | ---------------- | -------------- | ----------- |
| 18. února 2022 | 17:00            | 10:00          | Finále      |

## Průběh závodu
Do závodu se automaticky kvalifikovali všichni medailisté individuálních závodů z těchto her a závodníci, kteří byli v posledním hodnocení světového poháru klasifikováni do 15. místa. Zbytek míst obsadili závodníci, kteří dosáhli v uplynulých závodech na pekingských hrách nejvíce bodů.
Závod se opět jel za velkých mrazů a silného větru. Při první střelbě udělal Nor Johannes Thingnes Bø jednu chybu, ale vedoucí skupinu dojel a po čisté druhé střelbě se zařadil s malým náskokem do čela závodu. Při třetí střelbě prakticky všichni závodníci chybovali, a tak Johannes Bø i po jednom nezasaženém terči svůj náskok zvyšoval. Na poslední střeleckou položku přijížděl s téměř půlminutovým náskokem, ale udělal zde dvě chyby. Žádný z jeho nejbližších soupeřů toho však nedokázal využít a i do posledního kola tak odjížděl první; 18 vteřin za ním jel Švéd Martin Ponsiluoma a s větší ztrátou další Nor Vetle Sjåstad Christiansen. Johannes Bø však i v poslední kole běžel rychle, celkově dosáhl nejlepšího běžeckého času, a získal tak svoji druhou individuální zlatou medaili z těchto her. Druhé místo obsadil Ponsiluoma a třetí Christiansen, který odrazil útok Francouze Quentina Fillona Mailleta.
Jediný český účastník Michal Krčmář běžel pomaleji a udržoval se kolem 16. pozice.  Při poslední střelbě však nezasáhl tři terče a dokončil závod na 21. místě.

## Výsledky
| Pořadí                                | Č. | Závodnice                  | Stát          | Čas     | Střelba (L+L+S+S) | Ztráta  |
| ------------------------------------- | -- | -------------------------- | ------------- | ------- | ----------------- | ------- |
| 1                                     | 2  | Johannes Thingnes Bø       | Norsko        | 38:14,4 | 4 (1+0+1+2)       | —       |
| 2                                     | 18 | Martin Ponsiluoma          | Švédsko       | 38:54,7 | 2 (1+0+0+1)       | +40,3   |
| 3                                     | 8  | Vetle Sjåstad Christiansen | Norsko        | 39:26,9 | 3 (2+0+1+0)       | +1:12,5 |
| 4.                                    | 1  | Quentin Fillon Maillet     | Francie       | 39:40,0 | 5 (1+1+0+3)       | +1:25,6 |
| 5.                                    | 23 | Dominik Windisch           | Itálie        | 39:52,8 | 3 (0+2+1+0)       | +1:38,4 |
| 6.                                    | 9  | Sturla Holm Laegreid       | Norsko        | 40:00,5 | 5 (1+2+1+1)       | +1:46,1 |
| 7.                                    | 26 | Simon Eder                 | Rakousko      | 40:10,8 | 2 (2+0+0+0)       | +1:56,4 |
| 8.                                    | 12 | Benedikt Doll              | Německo       | 40:45,8 | 6 (0+0+2+4)       | +2:31,4 |
| 9.                                    | 14 | Tero Seppälä               | Finsko        | 40:47,1 | 5 (1+0+2+2)       | +2:32,7 |
| 10.                                   | 15 | Johannes Kühn              | Německo       | 40:52,7 | 5 (1+0+2+2)       | +2:38,3 |
| 11.                                   | 7  | Sebastian Samuelsson       | Švédsko       | 41:01,0 | 4 (0+0+1+3)       | +2:46,6 |
| 12.                                   | 4  | Tarjei Bø                  | Norsko        | 41:01,8 | 4 (0+1+2+1)       | +2:47,4 |
| 13.                                   | 25 | Christian Gow              | Kanada        | 41:02,5 | 3 (0+0+0+3)       | +2:48,1 |
| 14.                                   | 17 | Roman Rees                 | Německo       | 41:05,2 | 3 (0+0+1+2)       | +2:50,8 |
| 15.                                   | 10 | Alexandr Loginov           | Sportovci ROV | 41:06,2 | 7 (2+0+2+3)       | +2:51,8 |
| 16.                                   | 11 | Simon Desthieux            | Francie       | 41:11,4 | 5 (1+2+1+1)       | +2:57,0 |
| 17.                                   | 3  | Anton Smolski              | Bělorusko     | 41:22,3 | 4 (1+1+0+2)       | +3:07,9 |
| 18.                                   | 29 | Jules Burnotte             | Kanada        | 41:35,0 | 5 (2+1+1+1)       | +3:20,6 |
| 19.                                   | 5  | Eduard Latypov             | Sportovci ROV | 41:35,4 | 7 (1+3+1+2)       | +3:21,0 |
| 20.                                   | 16 | Maxim Cvetkov              | Sportovci ROV | 41:37,7 | 6 (1+1+2+2)       | +3:23,3 |
| 21.                                   | 28 | Michal Krčmář              | Česko         | 41:54,9 | 5 (0+1+1+3)       | +3:40,5 |
| 22.                                   | 6  | Émilien Jacquelin          | Francie       | 42:08,7 | 5 (2+1+0+2)       | +3:54,3 |
| 23.                                   | 27 | Philipp Nawrath            | Německo       | 42:10,1 | 7 (0+0+3+4)       | +3:55,7 |
| 24.                                   | 20 | Dmytro Pidručnyj           | Ukrajina      | 42:16,2 | 7 (0+3+2+2)       | +4:01,8 |
| 25.                                   | 21 | Scott Gow                  | Kanada        | 42:17,6 | 7 (0+4+2+1)       | +4:03,2 |
| 26.                                   | 13 | Fabien Claude              | Francie       | 42:49,8 | 5 (1+2+1+1)       | +4:35,4 |
| 27.                                   | 19 | Lukas Hofer                | Itálie        | 42:58,8 | 6 (1+1+2+2)       | +4:44,4 |
| 28.                                   | 24 | Artem Pryma                | Ukrajina      | 43:12,6 | 7 (2+1+3+1)       | +4:58,2 |
| 29.                                   | 22 | Felix Leitner              | Rakousko      | 43:37,9 | 7 (2+1+2+2)       | +5:23,5 |
| 30.                                   | 30 | Čcheng Fang-ming           | Čína          | 44:26,8 | 4 (4+0+0+0)       | +6:12,4 |
| zdroj: Č. – startovní číslo závodníka |    |                            |               |         |                   |         |